# Joan Baptista Alzina
Joan Baptista Alzina (Perpinyà, 24 de juliol de 1803 - 24 de març de 1883) fou un llibreter i impressor rossellonès, carlista i reialista.

## Biografia
Nascut el 5 de termidor de l'any XI, era fill de l'impressor i llibreter Joan Alzina i de Maria Angèlica Jaubert, el tercer de quatre fills. De les seves tres germanes, Antònia (1795-1877) i Adelaida (1810-1880) restaren solteres, menter que Justina (1802-1871) es va casar amb Paul Massot, metge i polític republicà de la Catalunya del Nord.
De ben jove va ajudar el seu pare Joan Alzina, a qui finalment va substituir en la impremta familiar després de la seva mort. Va ser un dels principals partidaris rossellonesos de Carles Maria Isidre de Borbó durant la Primera Guerra Carlina. Pel que fa a la política francesa és un legitimista, oposat als orleanistes. Continuà l'obra del seu pare, amplià el catàleg i crea diverses revistes, com el Bulletin de la Société Agricole, Scientifique et Littéraire des Pyrénées-Orientales. El 26 d'octubre de 1842, es va casar amb Josephine Parès, filla del diputat orleanista Théodore Parès, amb qui va tenir quatre filles. Es va retirar el 1866, substituït per Charles Latrobe i va morir a Perpinyà el 24 de març de 1833.

## Obres
- Ordo du diocèse (anual) ;
- le Roussillonnais (almanac) ;
- le Publicateur (hebdomadari) creat el 1832 pel seu pare i publicat fins 1837 ;
- l'Annuaire de 1834 ;
- Vida y novena dels sants Abdon y Sennen, 1841 ;
- Catalogue des évêques d'Elne, par Puiggari (1842) ;
- Le Guide en Roussillon, par Henry (1842);
- Rituel du diocèse (1845) ;
- le Procès des Trabucayres ;
- L'Indépendant (1846-1848) ;
- Procès de l'Indépendant (1847) ;
- Officia propria ad usum diœcesis Elnensis (1847) ;
- L'Étoile du Roussillon (1848-1850) ;
- Vie des bienheureux martyrs Abdon et Sennen, pel P. Chambeu (1848) ;
- Grammaire catalane-française, par Puiggari (1852) ;
- Noticia historica de la imatge de Nostra-Senyora d'Err, per P. Cotxet (1853) ;
- Pèlerinage à Notre-Dame de Font-Romeu, per l'abat Tolra de Bordas (1855) ;
- Histoire de Roussillon, par de Gazanyola (1857) ;
- Synodi diœcesanœ Elnensis ;
- Histoire naturelle du département des Pyrénées-Orientales, per Lluís Companyó, 3 vol. (1861) ;
- Leçons de grammaire aux adultes, par J. MaLtes(1866) ;
- Catalogue de la bibliothèque communale (1866).

## Galeria d'imatges

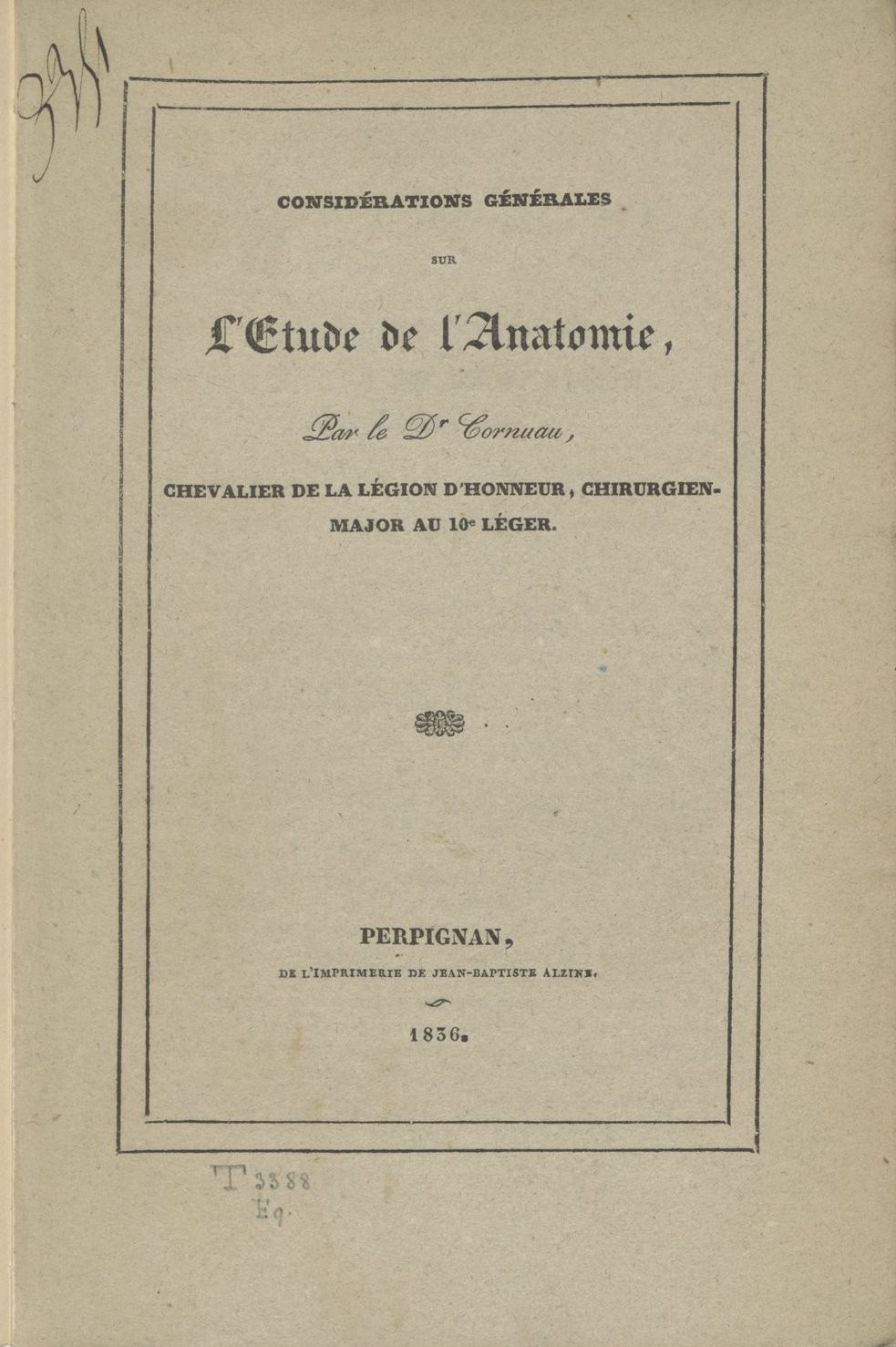
Considérations générales sur l'étude de l'anatomie par le docteur Cornuau (1836)
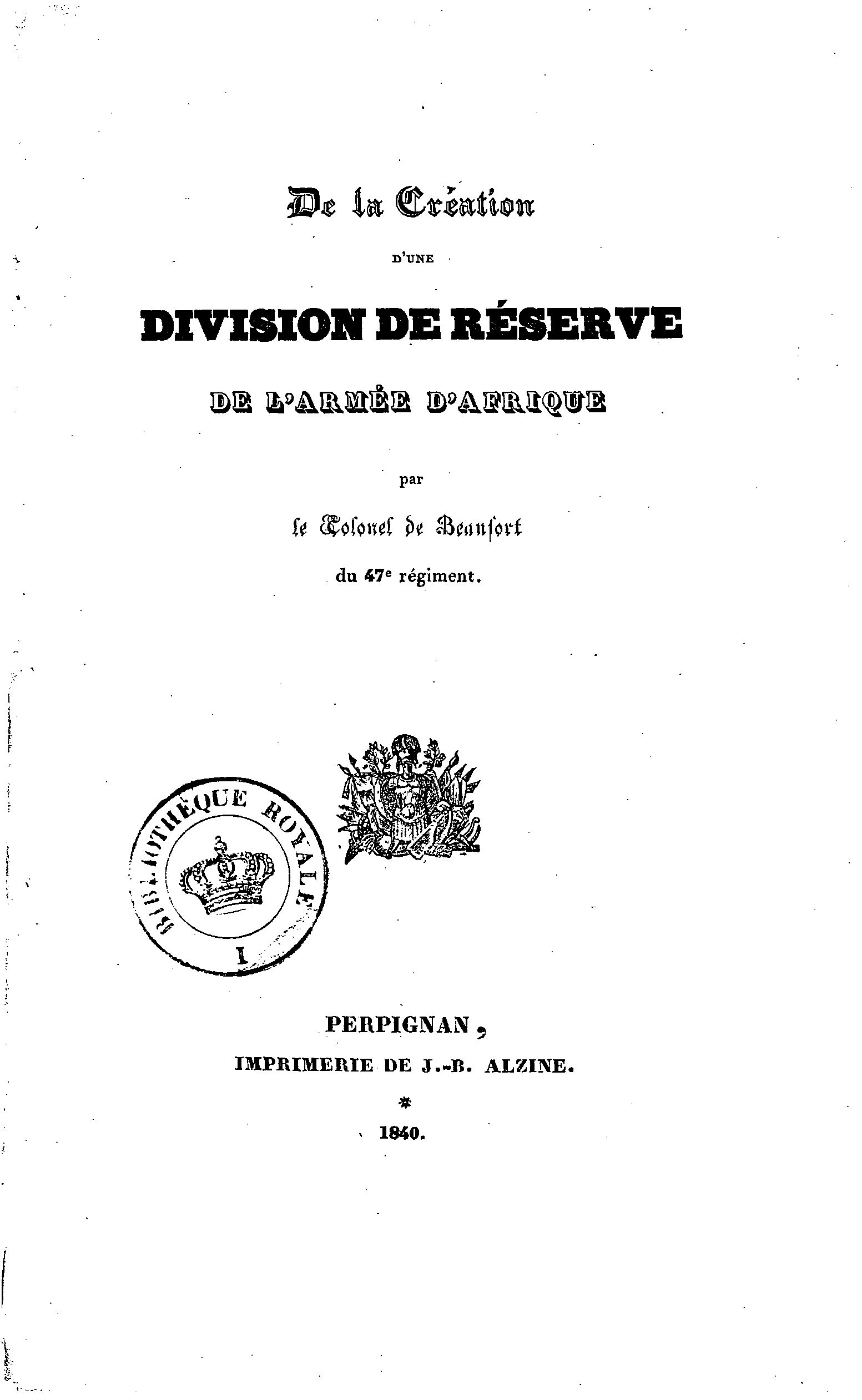
De la Création d'une division de réserve de l'armée d'Afrique par le colonel de Beaufort (1840)
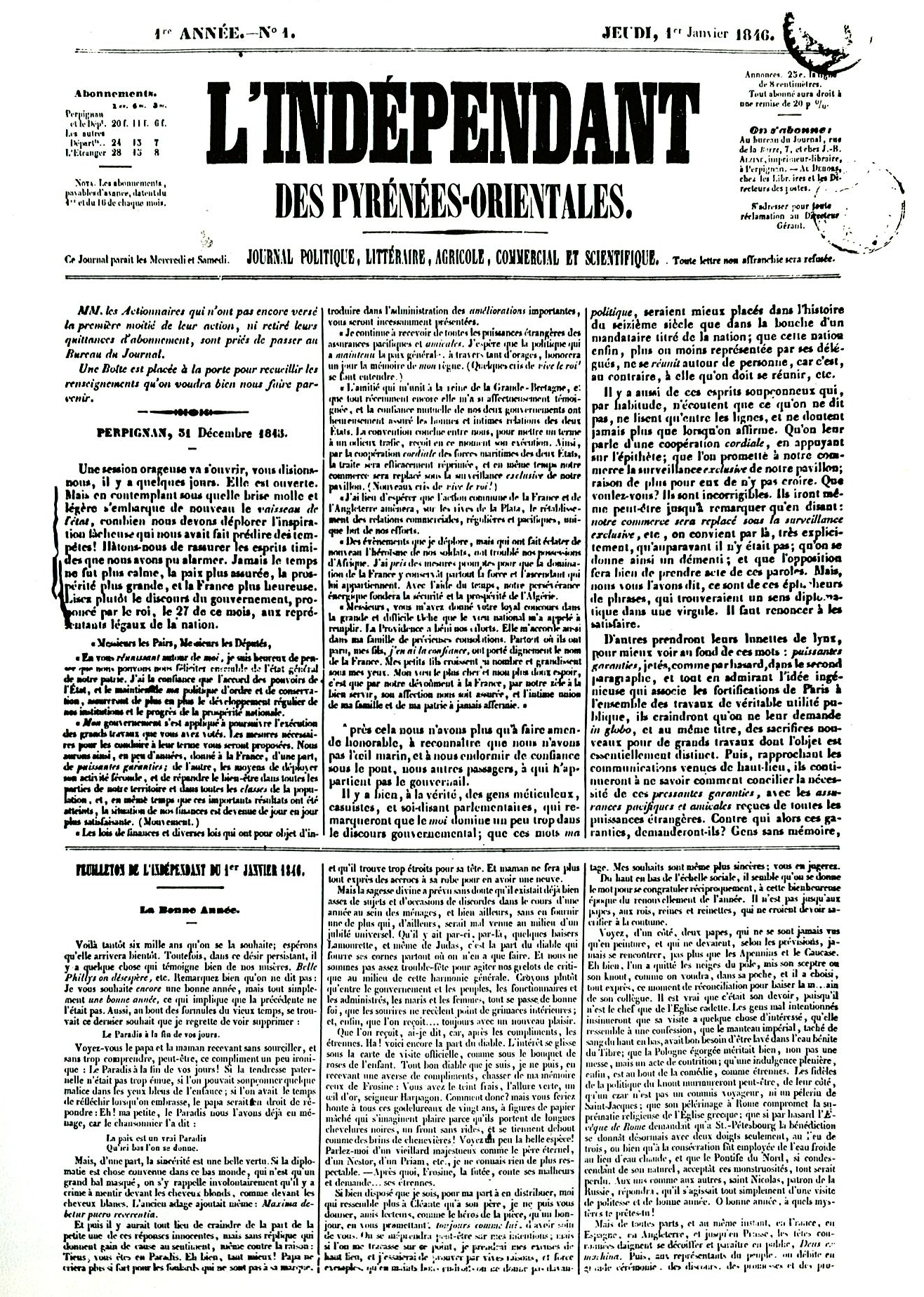
N°1 de L'Indépendant (1846)
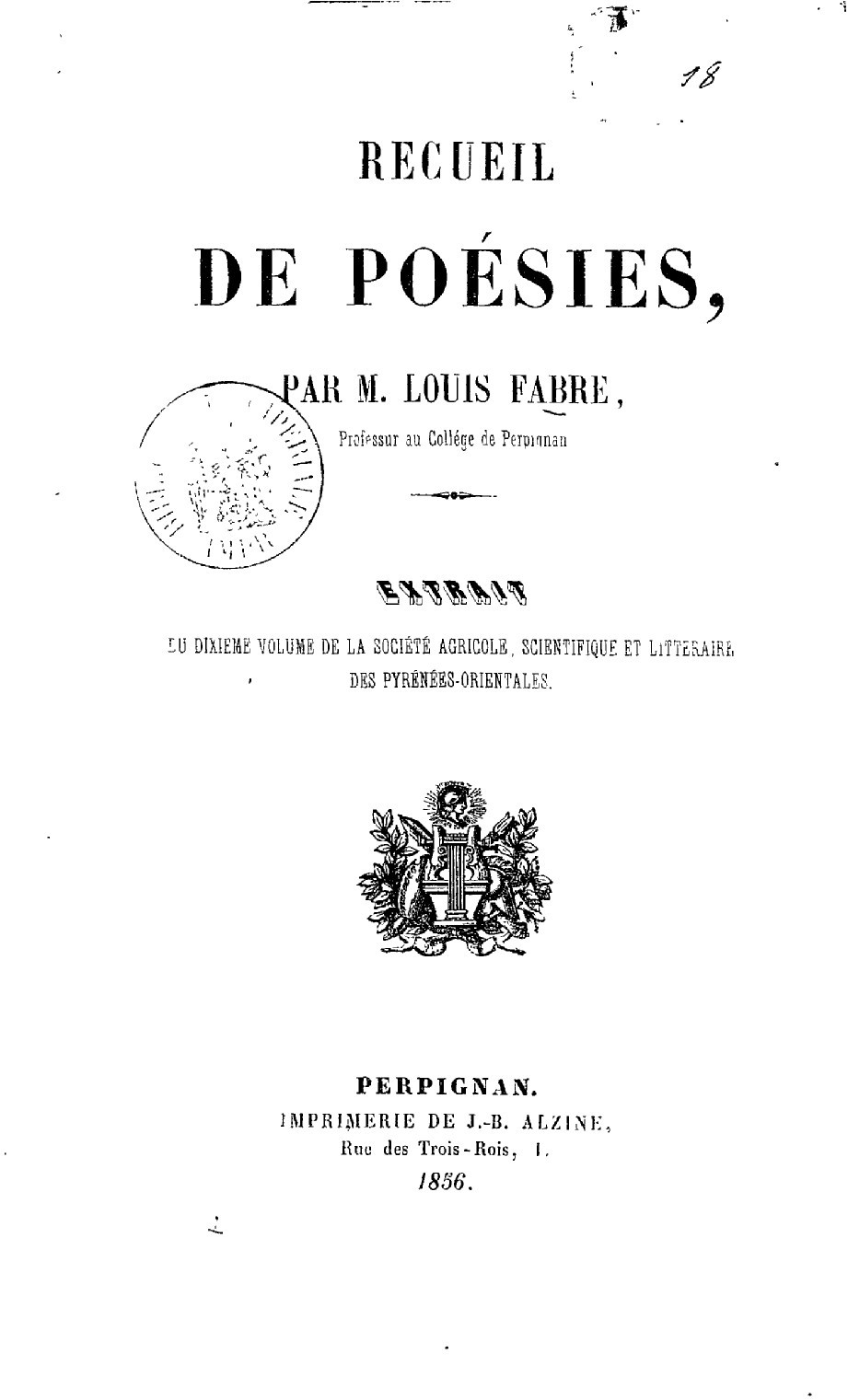
Recueil de poésies de Louis Fabre (1856)
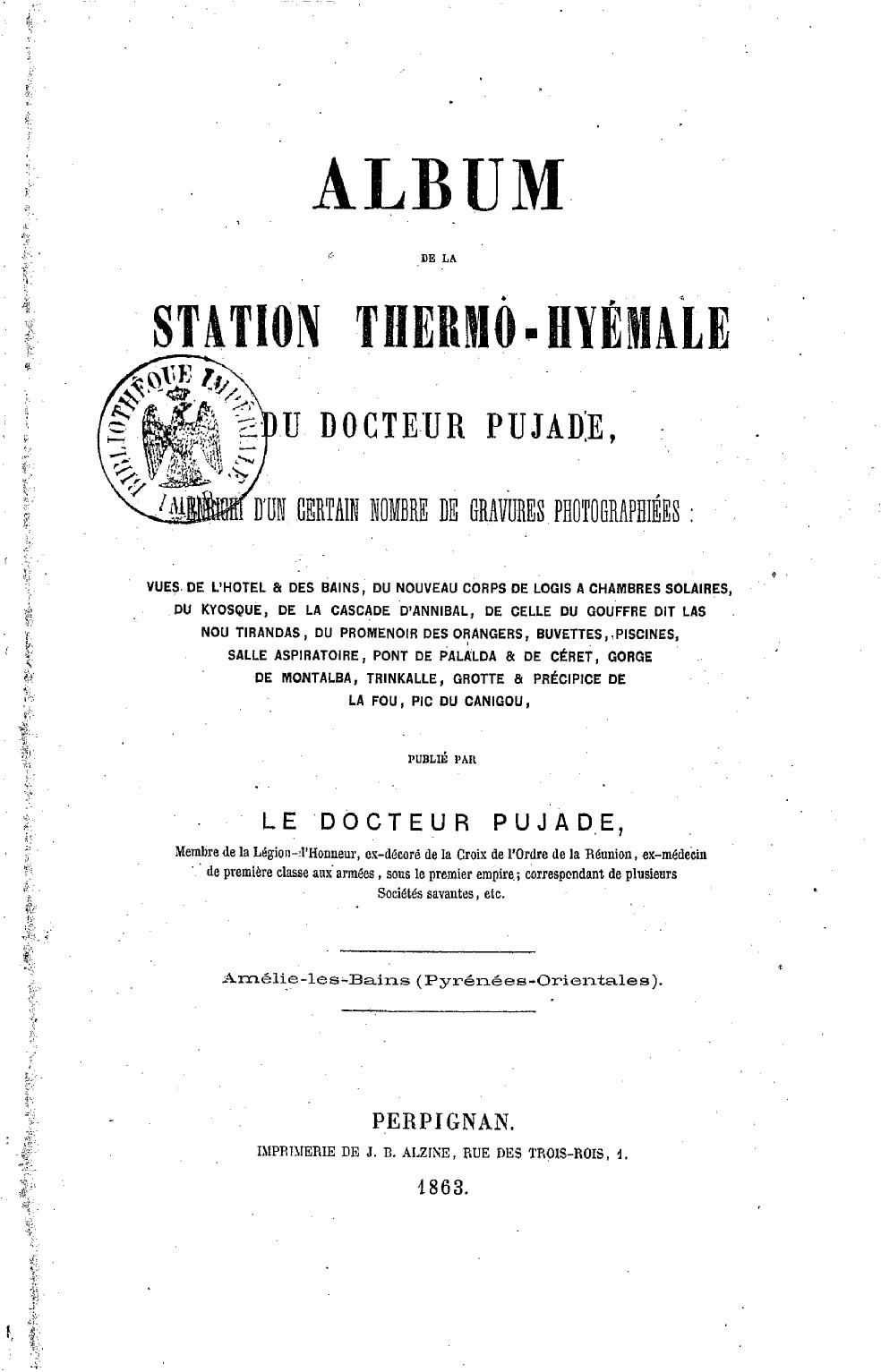
Album de la station thermo-hyémale du Docteur Pujade (1863)